# Nephropidae
Famille
Les Nephropidae constituent une famille de crustacés décapodes, comprenant notamment les animaux appelés « homards ».

## Description et caractéristiques

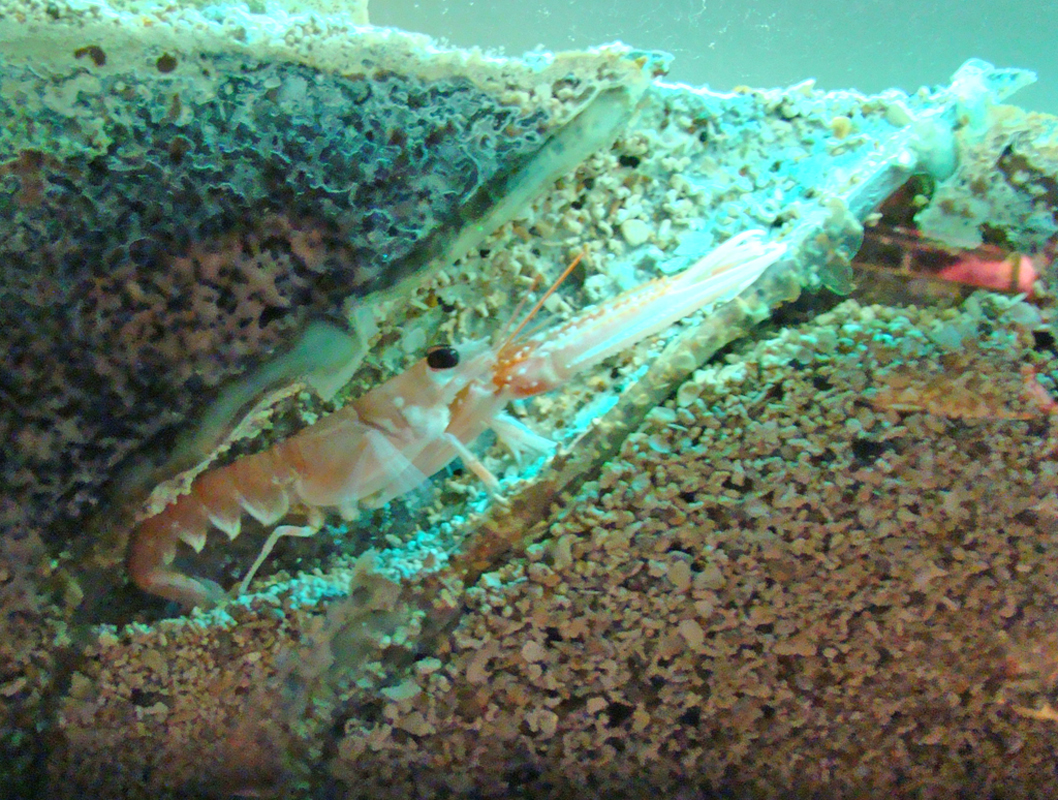
Nephrops norvegicus dans son terrier.

Ce sont des crustacés au corps tubulaire, dont la carapace porte un rostre bien développé. Les trois premières paires de pattes se terminent par des pinces, la première paire étant beaucoup plus grosse que les autres. Les antennes sont cylindriques, et beaucoup plus longue que le corps.
Elle a été initialement décrite par James Dwight Dana (1813-1895) en 1852.

## Longévité
On estime que les homards vivent jusqu'à 45 ou 50 ans dans la nature, bien qu'il soit difficile de déterminer l'âge : il est généralement estimé à partir de la taille et d'autres variables. Des techniques plus récentes pourraient permettre d'obtenir des estimations plus précises de l'âge,,.
Des recherches suggèrent que le homard ne ralentit pas, ne s'affaiblit pas et ne perd pas sa fertilité avec l'âge, et que les homards plus âgés peuvent être plus fertiles que les jeunes. Cette longévité pourrait être due à la télomérase, une enzyme qui répare les longues sections répétitives des séquences d'ADN aux extrémités des chromosomes, appelées télomères. La télomérase est exprimée par la plupart des vertébrés au cours des stades embryonnaires, mais est généralement absente des stades adultes de la vie. Cependant, contrairement à la plupart des vertébrés, le homard exprime la télomérase à l'âge adulte dans la plupart des tissus, ce qui a été suggéré comme étant lié à sa longévité. La télomérase est particulièrement présente chez les homards « à taches vertes », dont les marques seraient produites par l'interaction de l'enzyme avec la pigmentation de leur carapace,, La longévité du homard est limitée par sa taille. La mue nécessite de l'énergie métabolique et plus le homard est gros, plus il a besoin d'énergie ; 10 à 15 % des homards meurent d'épuisement pendant la mue, tandis que chez les homards plus âgés, la mue cesse et l'exosquelette se dégrade ou s'effondre entièrement, entraînant la mort,.
Le homard, comme de nombreux autres crustacés décapodes, grandit tout au long de sa vie et est capable d'ajouter de nouvelles cellules musculaires à chaque mue. La longévité du homard lui permet d'atteindre des tailles impressionnantes. Selon le Livre Guinness des records, le plus gros homard jamais pêché l'a été en Nouvelle-Écosse, au Canada, et pesait 20,15 kilogrammes,.

## Dans la gastronomie
Le homard est généralement servi bouilli ou cuit à la vapeur dans sa carapace. Les convives fendent la carapace avec des craquelins à homard et en extraient la chair avec des pics à homard. La chair est souvent consommée avec du beurre fondu et du jus de citron. Le homard est également utilisé dans la soupe, la bisque, les rouleaux de homard, le cappon magro et des plats comme le homard Newberg et le homard Thermidor.
Les cuisiniers font bouillir ou cuire à la vapeur les homards vivants. Lorsqu'un homard est cuit, la couleur de sa carapace passe du bleu à l'orange parce que la chaleur de la cuisson décompose une protéine appelée crustacyanine, qui supprime la teinte orange de l'astaxanthine chimique, également présente dans la carapace. Selon la Food and Drug Administration (FDA) des États-Unis, le niveau moyen de mercure dans le homard américain entre 2005 et 2007 était de 0,107 ppm.

### Histoire

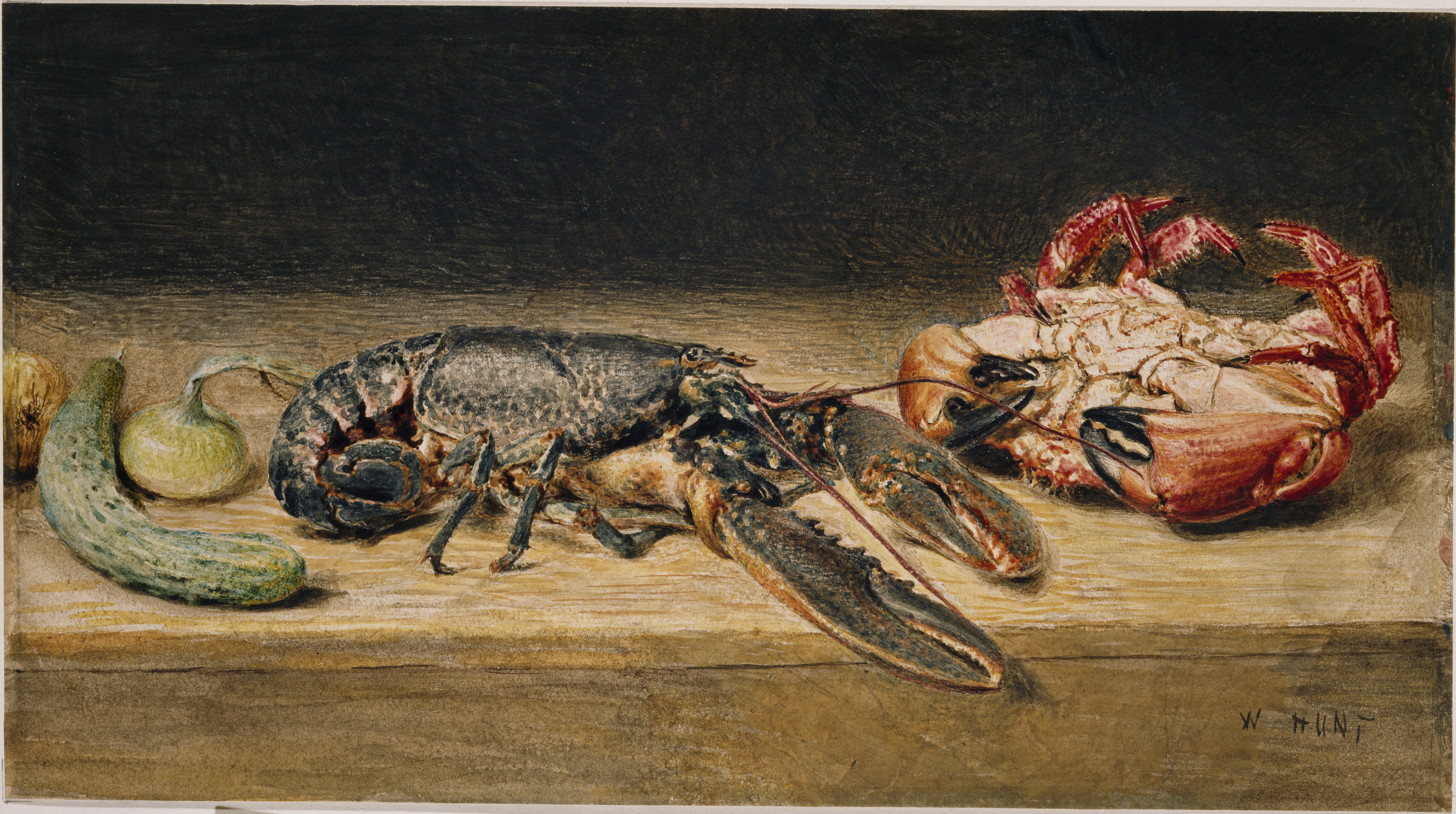
Lobster, Crab, and a Cucumber de William Henry Hunt (peinture à l'eau, 1826 ou 1827).

Le homard est consommé par les humains depuis la période préhistorique. De grands amoncellements de carapaces de homard près des zones peuplées de communautés de pêcheurs témoignent de l'extrême popularité du crustacé à cette époque. Des preuves indiquent que le homard était consommé comme un produit alimentaire régulier dans les communautés de pêcheurs le long des côtes de Grande-Bretagne, d'Afrique du Sud, d'Australie et de Papouasie-Nouvelle-Guinée, il y a déjà 100 000 ans. À l'âge de pierre, le homard est devenu une source importante de nutriments pour les habitants des côtes européennes. Les historiens suggèrent que le homard était une source alimentaire secondaire importante pour la majorité des habitants des côtes européennes, et qu'il était une source alimentaire primaire pour les communautés côtières de Grande-Bretagne à cette époque.
Au cours du milieu et de la fin de la période romaine, le homard est devenu un mets populaire de moyenne gamme. Le prix du homard pouvait varier considérablement en raison de divers facteurs, mais les preuves indiquent que le homard était régulièrement transporté à l'intérieur des terres sur de longues distances pour répondre à la demande populaire. Une mosaïque découverte dans les ruines de Pompéi suggère que la langouste présentait un intérêt considérable pour la population romaine au début de la période impériale.
Le homard était un aliment populaire au sein du peuple Moches du Pérou entre 50 et 800 de notre ère. Outre son utilisation comme aliment, les carapaces de homard étaient également utilisées pour créer une teinture rose clair, des ornements et des outils. Un vaisseau effigie en forme de homard produit en masse et daté de cette période atteste de la popularité du homard à cette époque, bien que l'objectif de ce vaisseau n'ait pas été identifié.
La période viking a vu une augmentation de la consommation de homard et d'autres crustacés chez les Européens du Nord. Cela peut être attribué à l'augmentation générale de l'activité marine à cette époque, en raison du développement de meilleurs bateaux et de l'augmentation de l'investissement culturel dans la construction de navires et la formation des marins. La consommation de la vie marine a augmenté de manière générale à cette époque, et la consommation de homard a augmenté conformément à cette tendance générale.
Contrairement au poisson, cependant, le homard devait être cuit dans les deux jours suivant sa sortie de l'eau salée, ce qui limitait la disponibilité du homard pour les habitants de l'intérieur des terres. Ainsi, plus que le poisson, le homard est devenu un aliment principalement accessible aux personnes relativement aisées, du moins parmi les habitants des régions non côtières.
Le homard est mentionné pour la première fois dans des livres de cuisine au Moyen Âge. Le Viandier de Taillevent, un recueil de recettes françaises écrit vers 1300, suggère que le homard (également appelé écrevisse d'eau salée) soit « cuit dans du vin et de l'eau, ou au four ; mangé dans du vinaigre. » Le Viandier de Taillevent est considéré comme l'un des premiers livres de cuisine de « haute cuisine », donnant des conseils sur la façon de cuisiner des repas assez élaborés pour l'époque et utilisant des ingrédients chers et difficiles à obtenir. Bien que l'édition originale, qui comprend la recette du homard, ait été publiée avant la naissance du cuisinier de la cour française Guillaume Tirel, ce dernier a par la suite développé et republié ce recueil de recettes, ce qui suggère que les recettes incluses dans les deux éditions étaient populaires parmi les cercles les plus élevés de la noblesse française, y compris le roi Philippe VI. L'inclusion d'une recette de homard dans ce livre de cuisine, en particulier celle qui n'utilise pas d'autres ingrédients plus coûteux, témoigne de la popularité du homard parmi les riches.
Le livre de ménage français Le Ménagier de Paris, publié en 1393, ne comprend pas moins de cinq recettes incluant du homard, dont le degré d'élaboration varie. Le Ménagier de Paris, un guide destiné à fournir des conseils aux femmes qui dirigent des ménages de la classe supérieure, est similaire à son prédécesseur en ce qu'il indique la popularité du homard comme aliment parmi les classes supérieures.
Le fait que le homard ait été mentionné pour la première fois dans des livres de cuisine au cours des années 1300 et qu'il ne soit mentionné que dans deux livres au cours de ce siècle ne doit pas être interprété comme une implication que le homard n'était pas largement consommé avant ou pendant cette période. Les recueils de recettes étaient pratiquement inexistants avant les années 1300, et il n'en existe qu'une poignée pour l'ensemble du Moyen-Âge.
Au début des années 1400, le homard était encore un plat populaire parmi les classes supérieures. À cette époque, les ménages influents utilisaient la variété et la diversité des espèces servies lors des festins pour afficher leur richesse et leur prestige. Le homard figurait souvent parmi ces plats, ce qui indique qu'il était toujours tenu en haute estime par les riches. Dans un cas notable, l'évêque de Salisbury a offert au moins 42 sortes de crustacés et de poissons lors de ses festins sur une période de neuf mois, dont plusieurs variétés de homard. Cependant, le homard n'était pas un aliment exclusivement réservé aux riches. La population générale vivant sur les côtes utilisait les diverses sources de nourriture fournies par l'océan, et les crustacés en particulier devenaient une source de nutrition plus populaire. Au milieu du 15e siècle, le homard était généralement consommé bouilli, mais l'influence de la cuisine de la haute société se manifeste par le fait qu'il est désormais régulièrement consommé froid avec du vinaigre. À cette époque, la paysannerie de l'intérieur des terres ne connaissait généralement pas le homard.
Le homard a continué à être consommé à la fois comme un mets délicat et comme un aliment de base général dans les communautés côtières jusqu'à la fin du XVIIe siècle. À cette époque, l'influence de l'Église et du gouvernement, qui réglementait et parfois interdisait la consommation de viande à certaines périodes, a continué à encourager la popularité des fruits de mer et surtout des crustacés comme alternative à la viande parmi toutes les classes. Tout au long de cette période, le homard était consommé frais, mariné et salé. À partir de la fin du XVIIe siècle, l'évolution des techniques de pêche, de transport et de cuisson a permis au homard d'atteindre plus facilement l'intérieur des terres, et la variété des plats à base de homard et des techniques de cuisson utilisées avec cet ingrédient s'est accrue. Cependant, cette évolution a coïncidé avec une diminution de la population de homards, et le homard est devenu de plus en plus un mets délicat, apprécié des riches comme symbole de statut social et moins susceptible d'être présent dans le régime alimentaire de la population générale.
En Amérique du Nord, le homard d'Amérique n'était pas initialement populaire parmi les colons européens. Cela était dû en partie au fait que les Européens de l'intérieur associaient le homard à des fruits de mer salés à peine comestibles, et en partie à l'opinion culturelle selon laquelle les fruits de mer étaient une alternative de moindre importance à la viande, qui ne fournissait ni le goût ni les nutriments souhaités. Le homard américain n'est devenu populaire qu'au milieu du 19e siècle, lorsque les New-Yorkais et les Bostoniens y ont pris goût, et la pêche commerciale du homard n'a prospéré qu'après le développement du lobster smack, un bateau fabriqué sur mesure avec des puits de rétention ouverts sur le pont pour garder les homards en vie pendant le transport.
Avant cette époque, le homard était considéré comme un aliment de pauvreté ou comme un aliment pour les serviteurs sous contrat ou les membres inférieurs de la société dans le Maine, le Massachusetts et les Maritimes canadiennes. Certains serviteurs spécifiaient dans leur contrat de travail qu'ils ne mangeraient pas de homard plus de deux fois par semaine, mais il existe peu de preuves à cet égard,. Le homard était aussi couramment servi dans les prisons, au grand dam des détenus. Le homard américain n'était initialement jugé digne que d'être utilisé comme engrais ou appât à poisson, et jusqu'à une bonne partie du XXe siècle, il n'était pas considéré comme autre chose qu'un aliment de base en conserve à bas prix.
En tant que crustacé, le homard reste un aliment tabou dans les lois alimentaires du judaïsme et de certains courants de l'Islam.

### Classification
Les homards capturés sont classés en trois catégories : nouvelle carapace, carapace dure ou vieille carapace. Comme les homards qui ont récemment perdu leur carapace sont les plus délicats, il existe une relation inverse entre le prix du homard américain et sa saveur. Les homards nouvellement décortiqués ont une carapace mince comme du papier et un rapport chair/carapace moins bon, mais leur chair est très douce. Cependant, les homards sont si délicats que même le transport jusqu'à Boston les tue presque, ce qui fait que le marché des homards à carapace nouvelle est strictement local aux villes de pêche où ils sont débarqués. Les homards à carapace dure, à carapace ferme, mais à la chair moins sucrée, peuvent survivre au transport jusqu'à Boston, New York et même Los Angeles, et leur prix est donc plus élevé que celui des homards à carapace fraîche. Quant aux homards à carapace ancienne, qui n'ont pas perdu leur carapace depuis la saison précédente et dont la chair est plus grossière, ils peuvent être expédiés par avion partout dans le monde et arriver vivants, ce qui en fait les plus chers.

### Mise à mort et bien-être animal

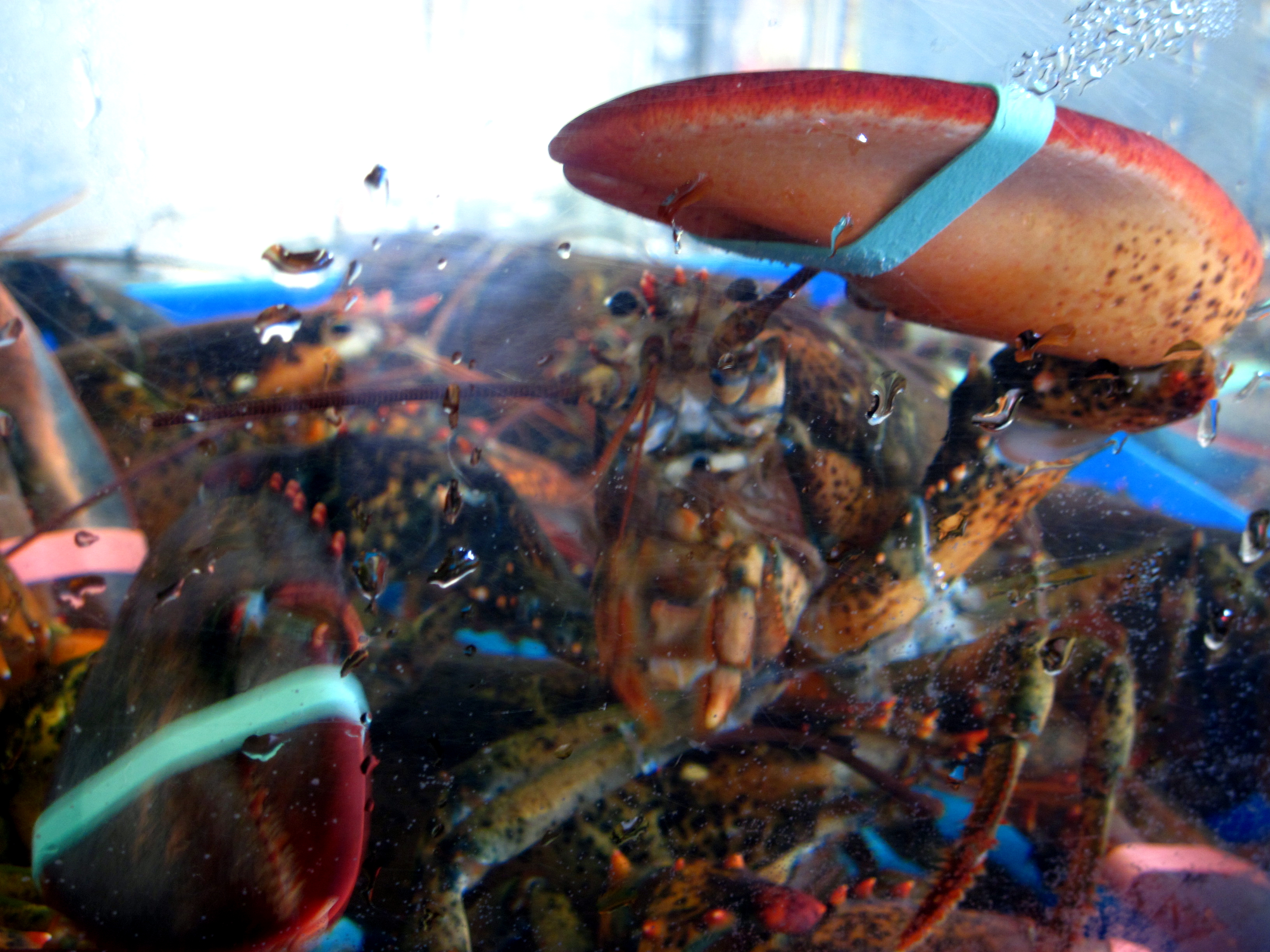
Homard dans un aquarium au supermarché.

Plusieurs méthodes sont utilisées pour tuer les homards. La méthode la plus courante consiste à plonger les homards vivants dans l'eau bouillante, parfois après les avoir placés dans un congélateur pendant un certain temps. Une autre méthode consiste à fendre le homard ou à couper le corps en deux dans le sens de la longueur. Les homards peuvent également être tués ou immobilisés immédiatement avant l'ébullition par un coup de couteau dans le cerveau (pithing), dans l'idée que cela mettra fin aux souffrances. Cependant, le cerveau du homard ne fonctionne pas à partir d'un seul mais de plusieurs ganglions et le fait d'endommager uniquement le ganglion frontal n'entraîne généralement pas la mort. La méthode d'ébullition est illégale dans certains endroits, comme à Reggio d'Émilie, en Italie, où les contrevenants s'exposent à des amendes pouvant aller jusqu'à 495 €. Les homards peuvent être tués par électrocution avant d'être cuisinés, un appareil appliquant une charge électrique de 110 volts et de 2 à 5 ampères à l'animal. Le gouvernement suisse a interdit de faire bouillir les homards vivants sans les étourdir au préalable. Depuis mars 2018, les homards en Suisse doivent être assommés, ou tués instantanément, avant d'être préparés. Ils reçoivent également d'autres formes de protection pendant leur transport,.
Les méthodes de mise à mort les plus susceptibles de provoquer de la douleur et de la détresse sont :
- Toute procédure par laquelle l'abdomen est séparé du thorax ;
- L'enlèvement de tissus, de chair ou de membres alors que le crustacé est vivant et pleinement conscient.
- le fait de placer les crustacés dans de l'eau chauffée lentement jusqu'à ébullition ;
- Placer les crustacés directement dans l'eau bouillante ;
- Placer les crustacés marins dans de l'eau douce ;
- Micro-ondes non focalisées sur le corps, par opposition à une application focalisée sur la tête.

## Classification
Selon World Register of Marine Species (7 septembre 2015) :
- genre Dinochelus Ahyong, Chan & Bouchet, 2010
- genre Eunephrops Smith, 1885
- genre Homarinus Kornfield, Williams & Steneck, 1995
- genre Homarus Weber, 1795
- genre Metanephrops Jenkins, 1972
- sous-famille Neophoberinae Glaessner, 1969
  - genre Acanthacaris Spence Bate, 1888
- genre Neophoberus
- genre Nephropides Manning, 1969
- genre Nephrops Leach, 1814
- genre Nephropsis Wood-Mason, 1872
- genre Phoberus
- genre Thaumastocheles Wood-Mason, 1874
- genre Thaumastochelopsis Bruce, 1988
- genre Thymopides Burukovsky & Averin, 1977
- genre Thymops Holthuis, 1974
- genre Thymopsis Holthuis, 1974
- genre Wongastacia

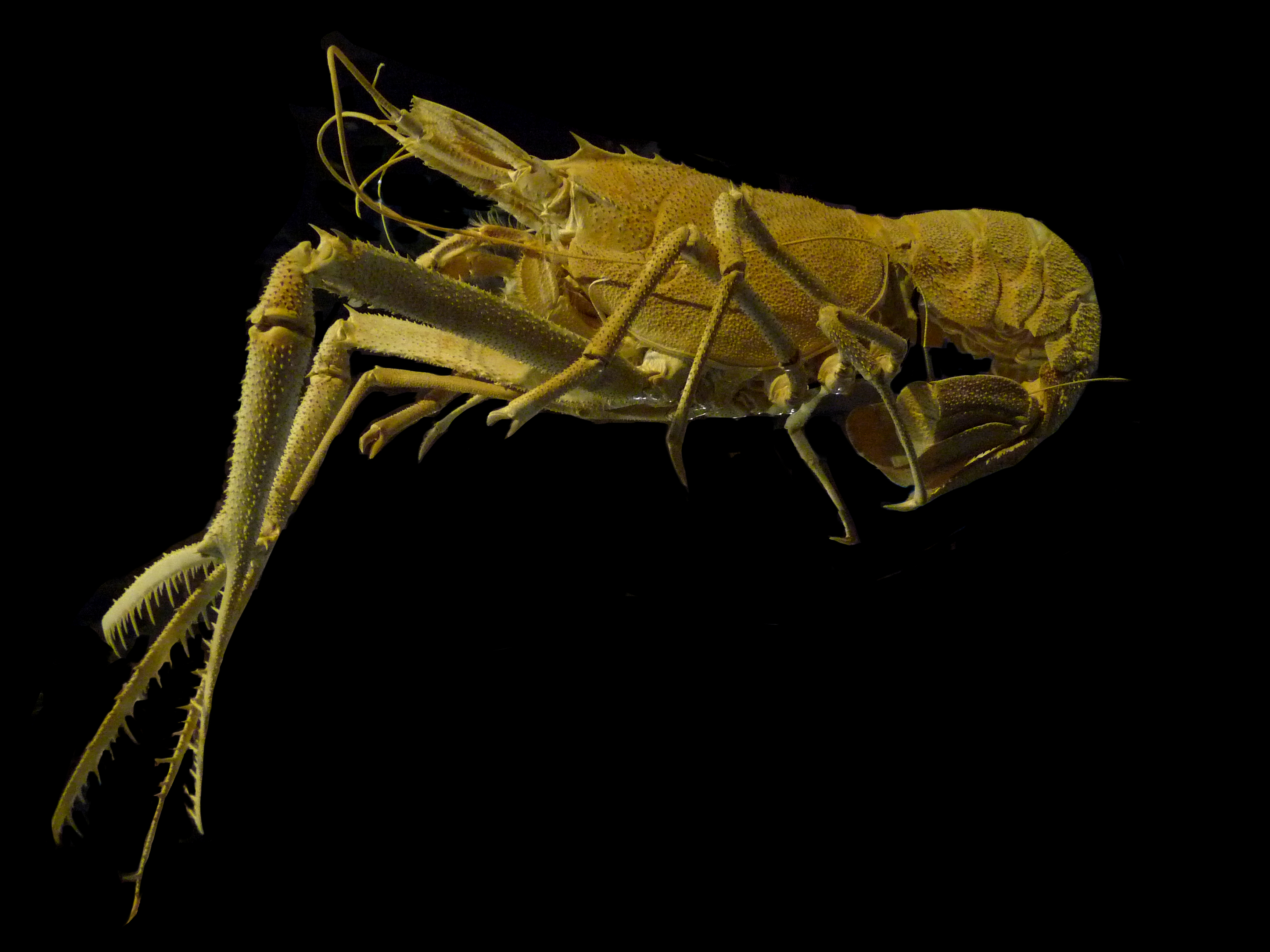
Acanthocaris tenuimana
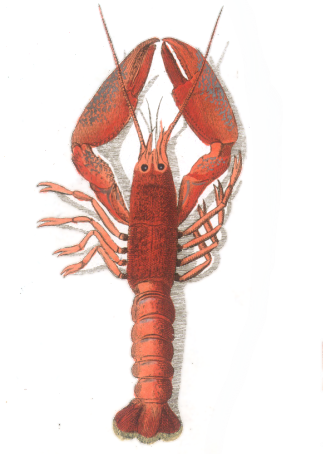
Homarinus capensis
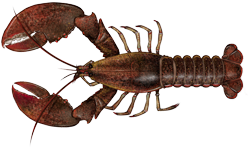
Homarus americanus
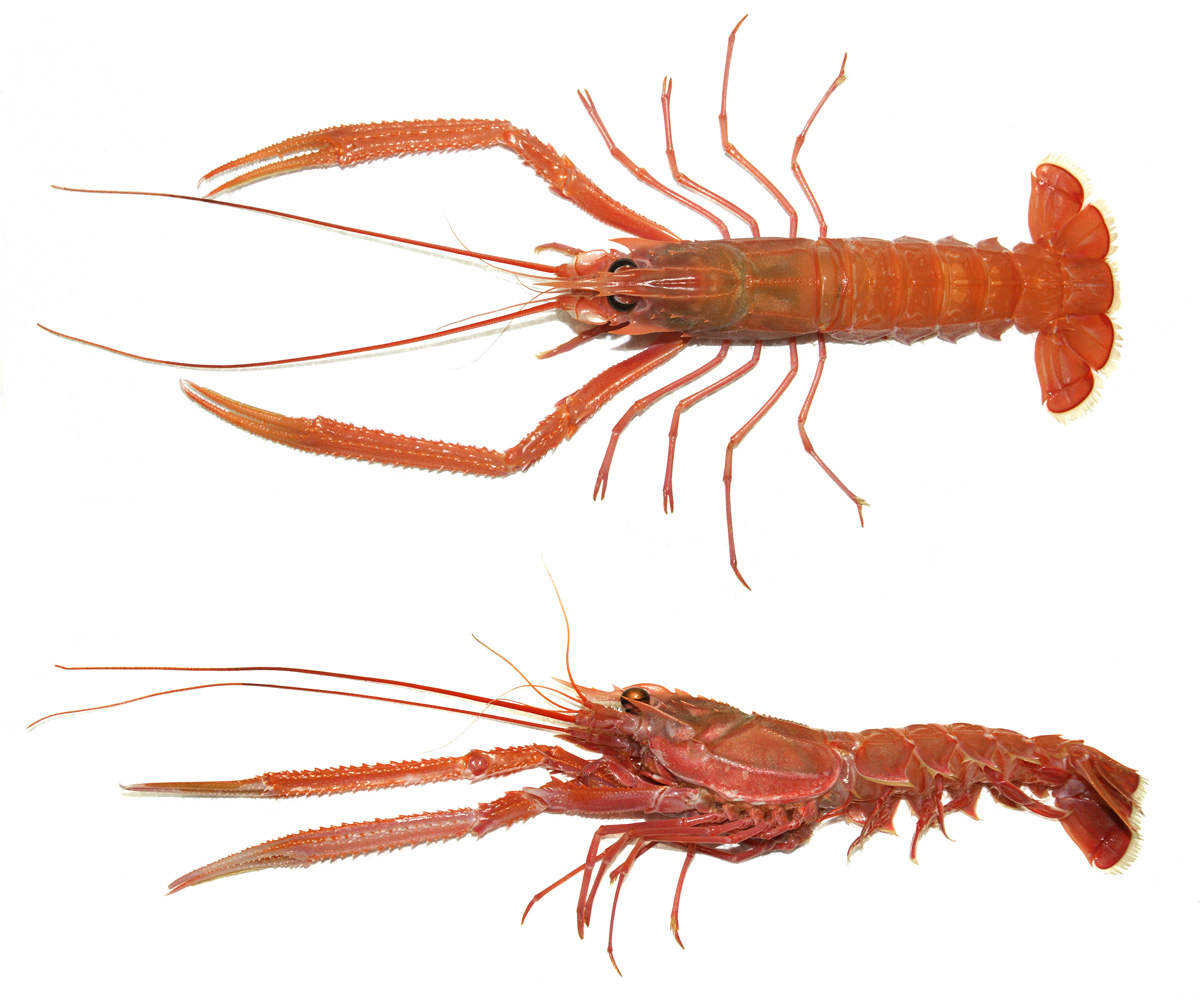
Metanephrops japonicus
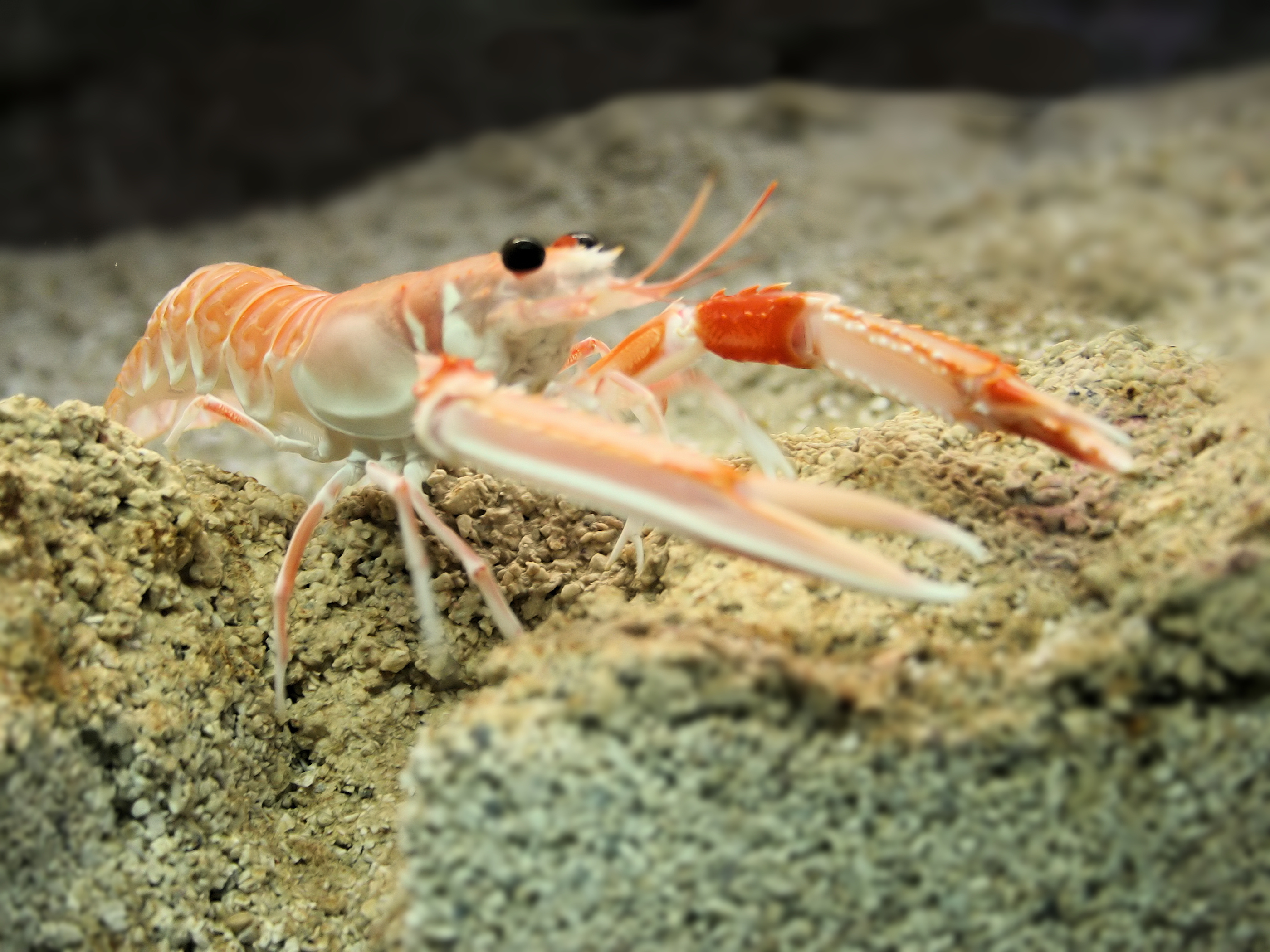
Nephrops norvegicus
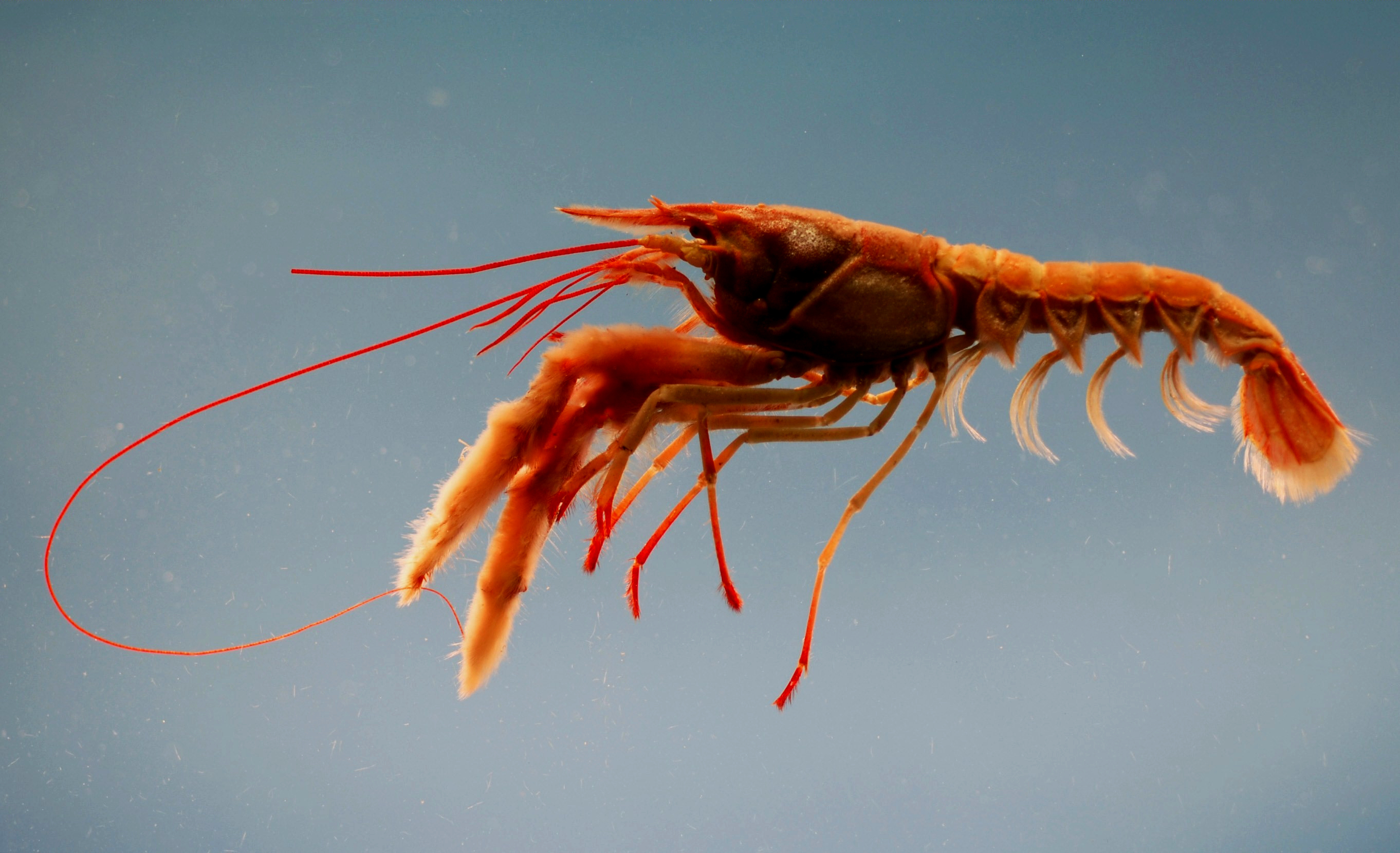
Nephropsis rosea